# Монте Риналдо
Монте Риналдо (итал. Monte Rinaldo) насеље је у Италији у округу Фермо, региону Марке.
Према процени из 2011. у насељу је живело 412 становника. Насеље се налази на надморској висини од 457 м.

## Становништво
| 1931. | 1936. | 1951. | 1961. | 1971. | 1981. | 1991. | 2001. | 2011. |
| ----- | ----- | ----- | ----- | ----- | ----- | ----- | ----- | ----- |
| 1.077 | 1.125 | 1.090 | 843   | 606   | 520   | 448   | 412   | 397   |